# Parc de l'Auxois
 (avril 2024).
- Si vous ne connaissez pas le sujet, laissez ce bandeau (vous pouvez alors contacter les auteurs).
- Si vous supprimez le contenu mis en cause (vous pouvez préalablement contacter les auteurs),

argumentez précisément cette suppression dans la page de discussion
(un manque de référence n'est pas un argument ; une recherche réelle de référence doit avoir été effectuée, être formellement documentée).
 (avril 2024).
Le parc de l'Auxois est un parc zoologique et de loisirs français situé au lieu-dit Le Foulon sur la commune d'Arnay-sous-Vitteaux (Côte-d'Or, en Bourgogne-Franche-Comté). En 2023, il a accueilli 143000 visiteurs.

## Parc zoologique
Le parc zoologique représente la partie la plus importante de l'établissement et compte environ 500 animaux de 90 espèces différentes. S'y ajoutent plusieurs races domestiques de volailles élevées et mises en vente.
Depuis 2010, le parc entreprend des travaux d'agrandissement pour accueillir plus d'animaux. En 2025, des travaux débutent pour étendre l'espace de la plaine africaine de 20 hectares en prévision de l'arrivée de girafes et de rhinocéros.

## Parc de loisirs
Le parc de loisirs est constitué par la présence d'aires de jeux, de quatre manèges pour enfants, d'un petit train, d'un pont en corde surplombant la rivière Brenne et d'un complexe aquatique ouvert en juillet et en août (piscines et toboggans).

## Accès
Le parc se situe le long de la RD 905 (ex-RN5) entre Sens et Dijon. Il est accessible depuis l'autoroute A6 via la sortie 23.

## Galerie

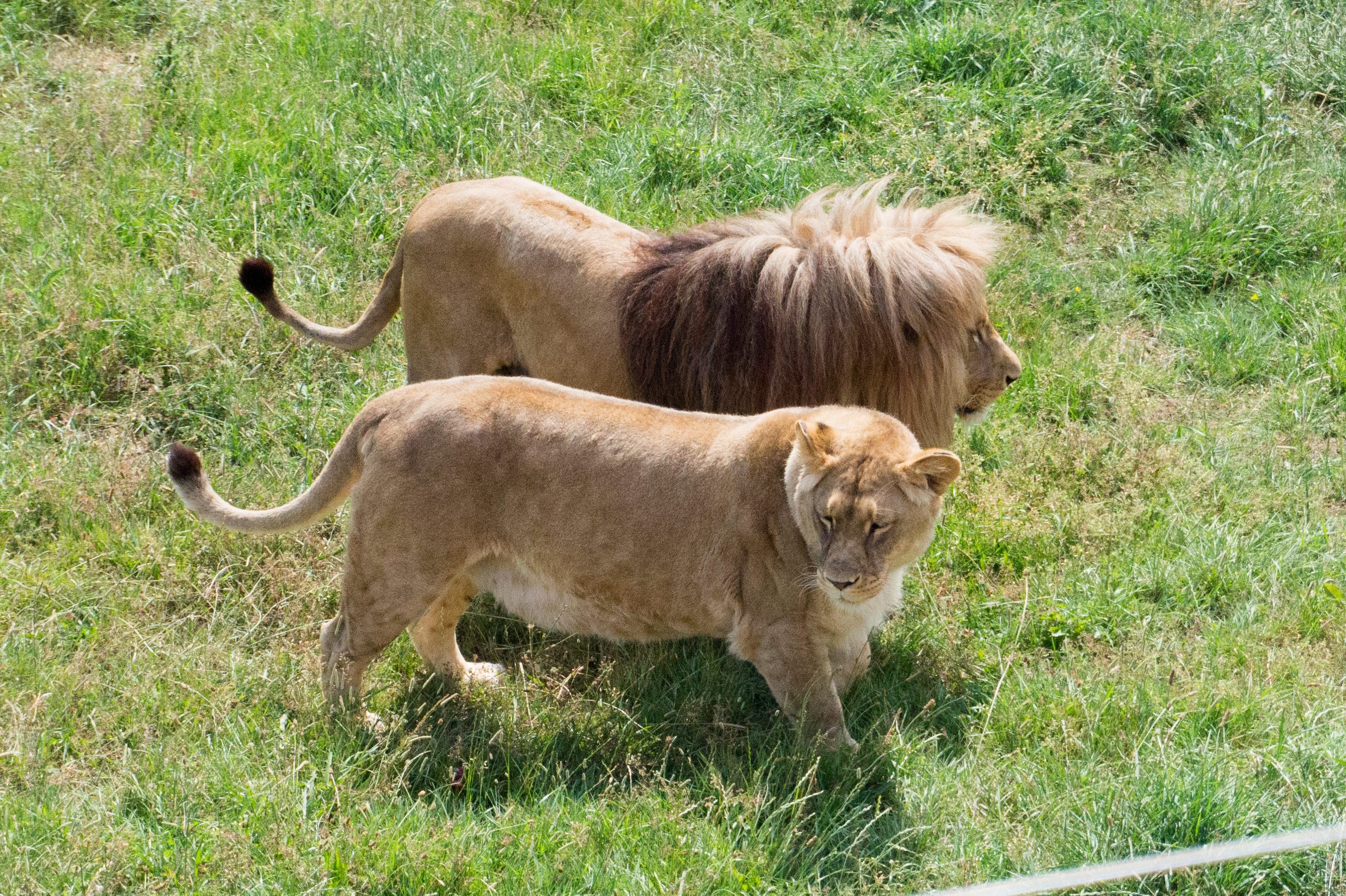
Couple de lions de l'Angola
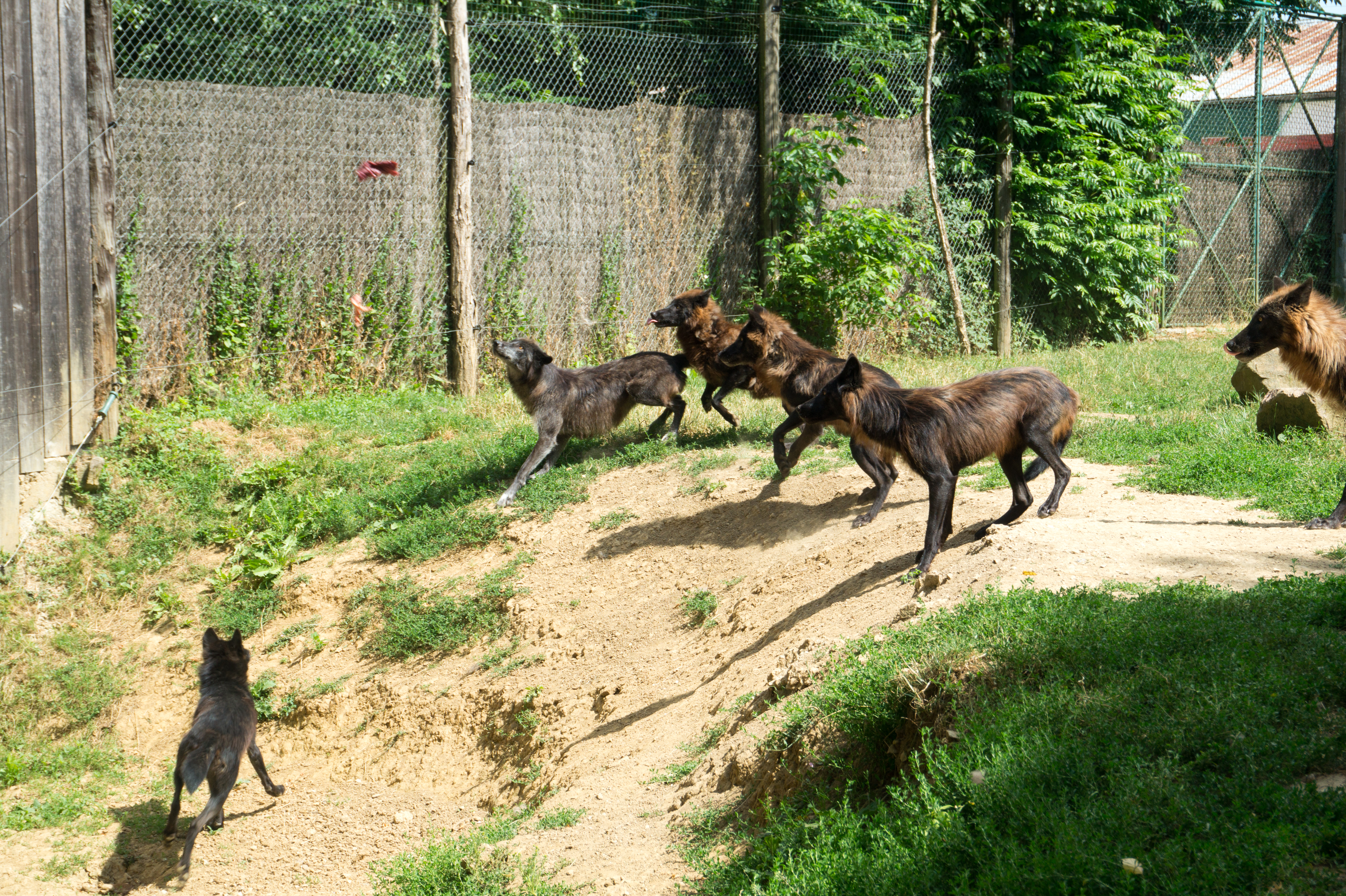
Goûter des loups du Canada
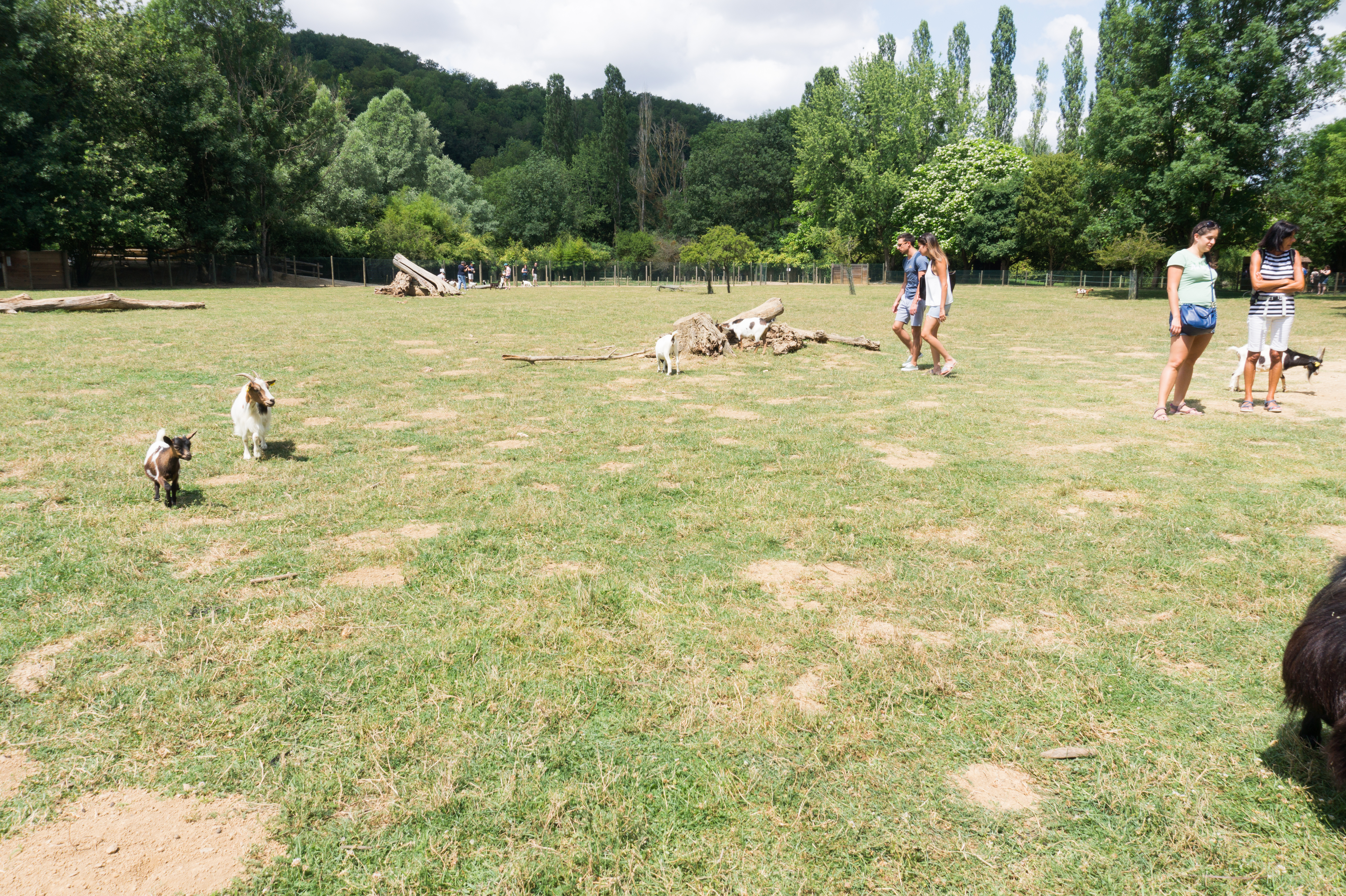
Espace de contact avec les chèvres
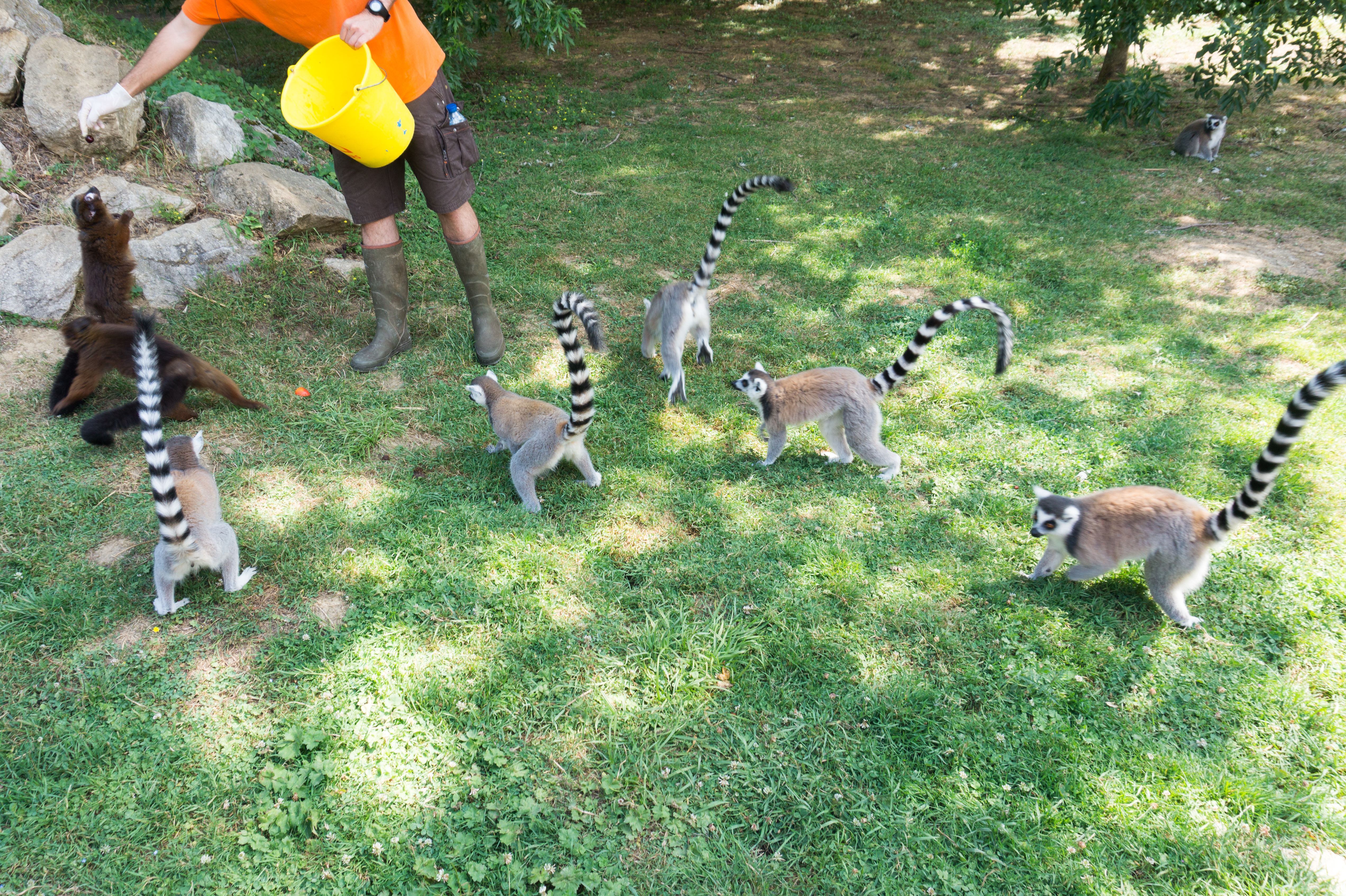
Goûter des lemurs catta et lemurs à ventre roux